# Geburt der Jungfrau (Pietro Lorenzetti)
Die Geburt der Jungfrau ist eine Temperamalerei auf Holz (187 × 182 cm) von Pietro Lorenzetti, datierbar auf 1335 bis 1342 und im Museo dell’Opera del Duomo in Siena erhalten. Es ist das letzte dokumentierte Werk des Künstlers.

## Geschichte
Die Tafel, die in der Spätphase des Künstlers gemalt wurde, war Teil eines Zyklus von Tafeln zu den Geschichten Marias für die Altäre des Doms von Siena, der zwischen den dreißiger und vierziger Jahren des 14. Jahrhunderts in Auftrag gegeben wurde und den Altar des San Savino schmückte. Dieser Zyklus beinhaltet auch die Verkündigung von Simone Martini und die Darstellung Jesu im Tempel von Ambrogio Lorenzetti, Pietros Bruder.
Das Altarbild wurde 1335 in Auftrag gegeben, aber erst 1342 nach der Unterschrift geliefert.
Zu dieser Zeit scheint Pietro vom Stil des jüngeren Ambrogio beeinflusst, der die Monumentalität der Schule von Giotto auflöst und mehr auf Realität und Licht achtet.

## Beschreibung und Stil
Das Werk ist ein Triptychon, aber die Geschichte wird für diese Zeit auf eine außerordentlich originelle Weise inszeniert, als wäre es eine einzige Szene ohne Unterbrechung, die in einem Raum spielt, der von Gewölben bedeckt ist, mit zwei Säulen, die nichts anderes sind als die Kanten der Abgrenzung der drei Platten. So gliedert sich die Szene in drei illusionistisch zusammenhängende Räume, von denen zwei zum Hauptraum und einer zum linken gehören, wo Joachim, der Vater Mariens, mit einem alten Mann und einem Kind ängstlich wartet. Hier erlaubt uns das Vorhandensein eines offenen Bogens und einer Lünette den Blick nach draußen, wo sich ein Innenhof mit Säulengängen in einem schönen gotischen Palast befindet.
Der Raum ist perspektivisch aufgebaut, mit einem präzisen System von orthogonalen tiefen Ebenen, die mehr Blickwinkel nutzen und sich auf gewagte Weise verbinden. Die rechte Seite neigt insbesondere dazu, sich in der Tiefe zu öffnen, anstatt zu schrumpfen, was einem „Fächer“-Effekt entspricht, der mehr Platz für die Seitenfiguren gewährleistet. Stattdessen zeichnet sich der linke Teil durch eine größere Tiefe als der Raum in der Mitte aus. An der Rückwand befindet sich ein Bogen, hinter dem sich in wahrhaft virtuoser Manier die Bögen und Sprossenfenster eines mit zartem Rosa verputzten Hofes sehen lassen.
Der Wohnbereich ist jedoch nicht auf eine kalte architektonische Struktur reduziert, im Gegenteil, die Figuren bewegen sich entspannt und die Details der Möbel und Einrichtungsgegenstände sind sehr gut durchdacht, von den Bodenfliesen bis zu den auf dem Kreuzrippengewölbe gemalten Sternen, von den bestickten Handtüchern bis zu den auf die Objekte gemalten Dekorationen. Die Heilige Anna liegt vor einem weißen Zelt auf einem typischen mittelalterlichen Kastenbett mit weißen Laken und einer karierten Decke, während zwei Frauen ihr helfen und zwei andere das Mädchen im Vordergrund waschen. Eine Dame in Rot, von der künstlichen Säule in zwei Hälften geschnitten, spricht mit der liegenden Frau und hält in der Hand einen fein gewebten Fächer aus weißem und schwarzem Stroh.

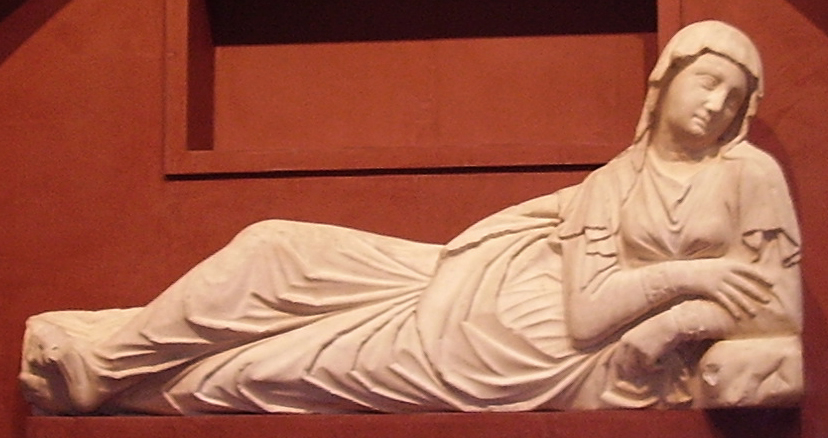
Die Madonna della Natività von Arnolfo di Cambio, Museo dell’Opera del Duomo di Firenze

Die Figuren, isoliert und im Volumen dank der Nuancen der Lichter auf den sie umgebenden farbigen Tüchern gut definiert, haben die Feierlichkeit von Giottos Werken, aber die minutiöse Aufmerksamkeit für Details und die tägliche Atmosphäre erinnern mehr an transalpine Miniaturen. Laut Enzo Carli erinnert die heilige Anna an die Madonna della Natività von Arnolfo di Cambio von einer Lünette der alten Fassade von Santa Maria del Fiore: Unleugbar ist jedoch eine gewisse skulpturale Präsenz der Heiligen, die sich vor allem in ihren Beinen niederschlägt, über die das Kleid elastisch gespannt ist und Falten erzeugt, in denen die Schatten einfallen. An Giotto erinnert im Vordergrund die natürliche Gestalt einer Dienerin, die Wasser aus einer Kanne gießt, und um drei Viertel gedreht ist.